# Lauritz Nielssøn
Lauritz Nielssøn norw. Laurids Nilsen, szw. Lars Nilsson, łac. Laurentius Nicolai Norvegus, w Skandynawii znany jako Klosterlasse (ur. ok. 1538–1540 w Tønsbergu, zm. 5 maja 1622 w Wilnie) – norweski jezuita, działacz kontrreformacyjny.

## Życiorys
Jako dorosły konwertował na katolicyzm i wstąpił do zakonu jezuitów. Był wrogo nastawiony do reformacji a swoją działalnością próbował nakłonić kraje protestanckie do ponownego połączenia z Kościołem katolickim. Podczas pobytu na dworze króla Szwecji anonimowo napisał dzieło zatytułowane: „List od szatana do księży luterańskich”, które miało na celu oczernić duchownych protestanckich. Gdy został ujawniony jako autor dzieła, został zmuszony do opuszczenia Szwecji. Wówczas udał się do Danii skąd wkrótce również został wygnany. Zmarł na Litwie w 1622 roku.

## Wpływ na konstytucję norweską
Choć jako jezuita nigdy nie dotarł do Norwegii to jednak jego działalność w Szwecji i Danii spowodowała wprowadzenie zapisu w paragrafie 2. konstytucji norweskiej z 1814 roku zabraniającego jezuitom obok zakonów mniszych i Żydów wjazdu na teren Królestwa Norwegii. Z czasem zakaz ten łagodzono: w roku 1851 parlament norweski wykreślił z konstytucji zapis skierowany przeciwko Żydom, a w 1897 usunięto fragment zakazujący wjazdu mnichom. Zapis zakazujący wjazdu jezuitom norweski parlament zniósł dopiero 1 listopada 1956 roku jako sprzeczny Europejską Konwencję Praw Człowieka, którą Norwegia zamierzała podpisać.